# Gangabasavanahalli, Kadur
Gangabasavanahalli là một làng thuộc tehsil Kadur, huyện Chikmagalur, bang Karnataka, Ấn Độ.